# 广西省田南道农民办事处
广西省田南道农民办事处，位于中国广西壮族自治区田东县平马镇德新街旧址 29号，为一个省级文物保护单位，类型为革命遗址及革命纪念建筑物，为第四批广西壮族自治区文物保护单位，公布时间为1994年7月8日。
广西省田南道农民办事处的历史年代为1927。